# Ajax Sportman Combinatie
L'Ajax Sportsman Combinatie, conegut generalment com a ASC, és un club de futbol i cricket neerlandès, establert el 1918 com a fusió del Leidsche Cricket-en Football-Club Ajax i el Leidsche Athletiekvereeniging De Sportsman.

## Ajax
El Leidsche Cricket-en Football-Club Ajax, també anomenat Ajax Leiden, es va establir l'1 de juny de 1892 i va jugar el seu primer partit el 1895. Com el seu nom indica, el club tenia la seu originalment a Leiden. El club es va traslladar a Oegstgeest el 1917 i es va registrar oficialment com a club amb seu a Oegstgeest el 1985.
L'Ajax va guanyar el seu primer títol l'any 1899, a la Tweede Klasse, aleshores la segona categoria de futbol dels Països Baixos. El club no va perdre cap dels 12 partits d'aquella temporada i va tenir una diferència de gols de 64–6. El jugador clau L. Koolemans-Beijnen va ser seleccionat per a l'equip precursos de la selecció de futbol dels Països Baixos. L'Ajax va arribar a la final de la competició de la copa holandesa l'any 1900, però la va perdre per 3-1 davant el Velocitas de Breda a la final.

## Sportsman
L'Athletiekvereeniging De Sportman, també anomenat LAV De Sportman, es va establir el 30 d'agost de 1896. Es dedicava a l'atletisme, el rem, el tir, la gimnàstica, el ciclisme i el patinatge de velocitat.

## Palmarès
- Copa neerlandesa de futbol:[1]
  - Finalista l'any 1900